# Chandai
Chandai és un municipi francès situat al departament de l'Orne i a la regió de Normandia. L'any 2007 tenia 643 habitants.

## Demografia

### Població
El 2007 la població de fet de Chandai era de 643 persones. Hi havia 247 famílies de les quals 51 eren unipersonals (24 homes vivint sols i 27 dones vivint soles), 82 parelles sense fills, 94 parelles amb fills i 20 famílies monoparentals amb fills.
La població ha evolucionat segons el següent gràfic:
Habitants censats

### Habitatges
El 2007 hi havia 312 habitatges, 256 eren l'habitatge principal de la família, 39 eren segones residències i 17 estaven desocupats. 309 eren cases i 2 eren apartaments. Dels 256 habitatges principals, 208 estaven ocupats pels seus propietaris, 45 estaven llogats i ocupats pels llogaters i 3 estaven cedits a títol gratuït; 2 tenien una cambra, 13 en tenien dues, 47 en tenien tres, 68 en tenien quatre i 126 en tenien cinc o més. 224 habitatges disposaven pel capbaix d'una plaça de pàrquing. A 125 habitatges hi havia un automòbil i a 115 n'hi havia dos o més.

### Piràmide de població
La piràmide de població per edats i sexe el 2009 era:
| Homes | Edats   | Dones |
| ----- | ------- | ----- |
| 0     | 95 o +  | 0     |
| 0     | 90 a 94 | 0     |
| 4     | 85 a 89 | 8     |
| 0     | 80 a 84 | 12    |
| 24    | 75 a 79 | 24    |
| 4     | 70 a 74 | 20    |
| 8     | 65 a 69 | 8     |
| 24    | 60 a 64 | 4     |
| 12    | 55 a 59 | 16    |
| 28    | 50 a 54 | 28    |
| 24    | 45 a 49 | 24    |
| 24    | 40 a 44 | 20    |
| 32    | 35 a 39 | 24    |
| 0     | 30 a 34 | 4     |
| 28    | 25 a 29 | 4     |
| 8     | 20 a 24 | 8     |
| 12    | 15 a 19 | 4     |
| 16    | 10 a 14 | 24    |
| 16    | 5 a 9   | 20    |
| 8     | 0 a 4   | 12    |

## Economia
El 2007 la població en edat de treballar era de 407 persones, 295 eren actives i 112 eren inactives. De les 295 persones actives 273 estaven ocupades (146 homes i 127 dones) i 22 estaven aturades (12 homes i 10 dones). De les 112 persones inactives 47 estaven jubilades, 29 estaven estudiant i 36 estaven classificades com a «altres inactius».

### Ingressos
El 2009 a Chandai hi havia 263 unitats fiscals que integraven 668 persones, la mediana anual d'ingressos fiscals per persona era de 19.622 €.

### Activitats econòmiques
Dels 35 establiments que hi havia el 2007, 1 era d'una empresa extractiva, 2 d'empreses de fabricació d'altres productes industrials, 9 d'empreses de construcció, 12 d'empreses de comerç i reparació d'automòbils, 3 d'empreses d'hostatgeria i restauració, 4 d'empreses de serveis, 1 d'una entitat de l'administració pública i 3 d'empreses classificades com a «altres activitats de serveis».
Dels 13 establiments de servei als particulars que hi havia el 2009, 3 eren tallers de reparació d'automòbils i de material agrícola, 1 paleta, 1 guixaire pintor, 3 fusteries, 1 lampisteria, 1 electricista, 1 perruqueria i 2 restaurants.
L'únic establiment comercial que hi havia el 2009 era una botiga de més de 120 m².
L'any 2000 a Chandai hi havia 18 explotacions agrícoles que ocupaven un total de 1.764 hectàrees.

## Equipaments sanitaris i escolars
El 2009 hi havia una escola elemental integrada dins d'un grup escolar amb les comunes properes formant una escola dispersa.

## Poblacions més properes
El següent diagrama mostra les poblacions més properes.